# 克特爾貝克河
52°42′3″N 10°20′41″E / 52.70083°N 10.34472°E

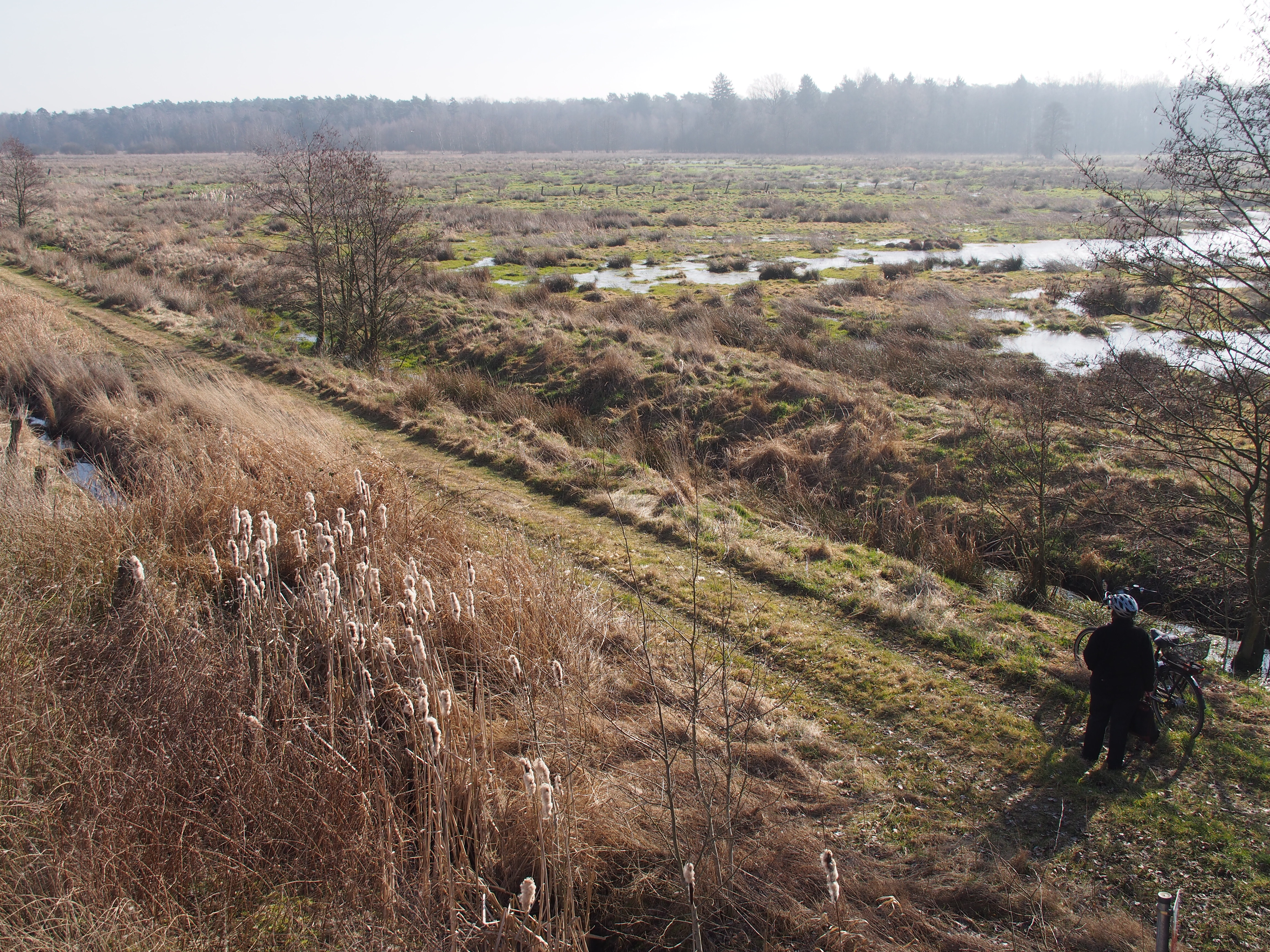
克特爾貝克河

克特爾貝克河（德語：Köttelbeck），是德國的河流，位於該國西北部，由下薩克森州負責管轄，屬於盧特河的支流，處於呂訥堡石楠草原，河道全長5.5公里，河口處在埃爾丁根附近。